# Society for Analytical Chemistry
La Society for Analytical Chemistry a été créée au Royaume-Uni en 1874 sous le nom de « The Society of Public Analysts ». Elle prend son nom actuel en 1907.

## Histoire
L'industrie chimique se développe rapidement au XIXe siècle et les développements dans les domaines de la chimie alcaline, des explosifs et de l'agriculture entraînent un besoin croissant de chimistes analytiques. Beaucoup de ces chimistes ont peu ou pas de formation en chimie, et leur manque d'expertise est un danger pour le public. Peu de temps après la loi de 1860 sur l'adultération des aliments et des boissons, la société est ainsi formée. Elle établit des normes de falsification et d'alimentation et forme des analystes au travail juridique.
La Society for Analytical Chemistry publie diverses revues dont The Analyst, Analytical Abstracts et les Proceedings of the Society for Analytical Chemistry (de 1964 à 1974).
En avril 1966, elle décerne sa première médaille d'or à Herbert Newton Wilson l'auteur de An Approach To Chemical Analysis en reconnaissance de sa contribution à l'analyse chimique.
Le 15 mai 1980, elle fusionne avec la Chemical Society, le Royal Institute of Chemistry et la Faraday Society pour former la Royal Society of Chemistry.

## Présidents
- 1875-1876 : Theophilus Redwood
- 1877-1878 : August Dupré
- 1879-1880 : John Muter
- 1881-1882 : Charles Heisch
- 1883-1884 : George William Wigner
- 1885-1886 : Alfred Hill
- 1887-1888 : Alfred Henry Allen
- 1889-1890 : Matthew Algernon Adams
- 1891-1892 : Otto Hehner
- 1893-1894 : Charles Alexander Cameron
- 1895-1896 : Thomas Stevenson
- 1897-1898 : Bernard Dyer
- 1899-1900 : Walter William Fisher
- 1901-1902 : Edward William Voelcker
- 1903-1904 : Thomas Fairley
- 1905-1906 : Edward Bevan
- 1907 : John Clark
- 1908-1909 : Robert Rattray Tatlock
- 1910-1911 : Edward Voelcker
- 1912-1913 : Leonard Archbutt
- 1914-1915 : Alfred Chapman
- 1916-1917 : George Embrey
- 1918-1919 : Samuel Rideal
- 1920-1921 : Alfred Smetham
- 1922-1923 : Percy Andrew Ellis Richards
- 1924-1925 : George Rudd Thompson
- 1926-1927 : Edward Richards Bolton
- 1928-1929 : Edward Hinks
- 1930-1931 : John Thomas Dunn
- 1932-1933 : Francis William Frederick Arnaud
- 1934-1935 : John Evans
- 1936-1937 : Gerald Roche Lynch
- 1938-1939 : William Henry Roberts
- 1940-1942 : Edwin Burnthorpe Hughes[5]
- 1943-1944 : Samuel Ernest Melling[6]
- 1945-1946 : Gordon Wickham Monier-Williams
- 1947-1948 : Lewis Eynon
- 1949-1950 : George Taylor
- 1951-1952 : John Ralph Nicholls
- 1953-1954 : Douglas William Kent-Jones
- 1955-1956 : Kenneth Alan Williams
- 1957-1958 : Jack Hubert Hamence
- 1959-1960 : Ralph Clark Chirnside
- 1961-1962 : Arthur James Amos
- 1962-1963 : Donald Clarence Garrett
- 1964-1965 : Albert Arthur Smales
- 1967-1968 : Arthur George Jones
- 1969-1970 : Thomas Summers West (en)
- 1971-1972 : Clifford Whalley